# Landkreis Jüterbog-Luckenwalde

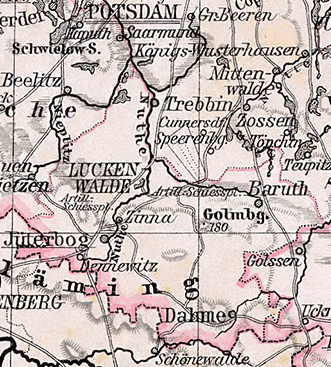
Das Kreisgebiet 1905

Der Kreis Jüterbog-Luckenwalde, zuletzt Landkreis Jüterbog-Luckenwalde bzw. Landkreis Luckenwalde genannt, war ein Landkreis in Brandenburg. Er bestand in der preußischen Provinz Brandenburg und im Land Brandenburg der Sowjetischen Besatzungszone (SBZ) bzw. DDR von 1817 bis 1952. 
Der Kreis Jüterbog-Luckenwalde umfasste am 1. Januar 1945 die vier Städte Baruth, Dahme, Jüterbog und Luckenwalde, 112 weitere Gemeinden und drei Forstgutsbezirke.
Das ehemalige Kreisgebiet bildet heute den südlichen Teil des Landkreises Teltow-Fläming.

## Verwaltungsgeschichte
Im Rahmen der Preußischen Reformen nach dem Wiener Kongress entstand im Regierungsbezirk Potsdam der neuen Provinz Brandenburg mit Wirkung zum 1. April 1817 der Kreis Jüterbog-Luckenwalde.
Das Kreisgebiet umfasste
- den alten Luckenwaldeschen Kreis, der staats- und lehenrechtlich zum Herzogtum Magdeburg gehörte und erst in der zweiten Hälfte des 18. Jahrhunderts dem Bezirk der "Churmärckischen Kriegs- und Domainen-Kammer" zugeordnet worden war
- das Ländchen Bärwalde, das bis dahin zum Zaucheschen Kreis gehörte und
- bisher sächsische Amtsbezirke und Gebiete, die erst 1815 zu Preußen bzw. Brandenburg gekommen waren, nämlich:
  - das Amt Dahme des Fürstentums Querfurt
  - das Amt Jüterbog des Fürstentums Querfurt
  - die Mediat-Herrschaft Baruth der Grafen von Solms-Baruth
  - vom Amt Schlieben des Kurkreises die zwei nördlichen Exklaven Waltersdorf (mit Niebendorf und Heinsdorf) sowie Petkus
  - vom Amt Seyda des Kurkreises die Exklave Niederseefeld
  - vom Amt Wittenberg des Kurkreises die Exklaven Blankensee und Stangenhagen sowie
  - vom Niederlausitzer Kreis Luckau die Orte Falkenberg, Kemlitz, Mahlsdorf, Wentdorf und Zesch.

Das Landratsamt befand sich bis 1946 in der Stadt Jüterbog.
Gegen Ende der 1920er Jahre wurden nahezu alle Gutsbezirke im Landkreis aufgelöst und benachbarten Landgemeinden zugeteilt.
Im April 1945 eroberte die Rote Armee das Kreisgebiet. Durch den Beschluss des Präsidiums der Provinzialverwaltung Mark Brandenburg vom 12. März 1946 wurde der nunmehr als Landkreis Jüterbog-Luckenwalde bezeichnete Kreis in Landkreis Luckenwalde umbenannt und die Kreisverwaltung nach Luckenwalde verlegt.
Am 1. Juli 1950 wechselte die Gemeinde Schöneweide aus dem Landkreis Teltow in den Landkreis Luckenwalde, gleichzeitig wechselten die Gemeinden Friedrichshof, Mahlsdorf und Wildau vom Landkreis Luckenwalde in den Landkreis Luckau sowie die Gemeinden Glau, Löwendorf, Mietgendorf und Zesch am See in den Landkreis Teltow.
Am 25. Juli 1952 wurden die Länder in der DDR aufgelöst und durch Bezirke ersetzt; gleichzeitig kam es zu einer umfassenden Neuordnung der meisten Landkreise. Der Landkreis in seiner alten Form wurde aufgelöst und seine Gemeinden wurden auf die neuen Kreise Luckenwalde, Jüterbog, Luckau und Zossen aufgeteilt.

## Einwohnerentwicklung
| Jahr | Einwohner | Quelle |
| ---- | --------- | ------ |
| 1816 | 33.344    | [ 4 ]  |
| 1846 | 47.226    | [ 5 ]  |
| 1871 | 60.417    | [ 6 ]  |
| 1890 | 67.095    | [ 7 ]  |
| 1900 | 71.198    | [ 7 ]  |
| 1910 | 75.950    | [ 8 ]  |
| 1925 | 75.527    | [ 7 ]  |
| 1933 | 77.840    | [ 7 ]  |
| 1939 | 85.516    | [ 7 ]  |
| 1946 | 101.037   | [ 9 ]  |

## Landräte
- 1816–1828 Karl Meuß[10]
- 1828–1863 Julius Leberecht Hauschteck[11]
- 1863–1865 Adolf Hoffmann
- 1865–1867 Rüdiger von der Goltz (1837–1910) (kommissarisch)
- 1867–1876 Nicolaus von Handjery (1836–1900) (vertretungsweise)
- 1876–1890 Ulrich von Oertzen
- 1890–1914 Otto von Cossel
- 1914–1919 Dietloff von Arnim
- 1919–1925 Hans Luthmer[12]
- 1925–1933 Rudolf Usinger[13]
- 1933–1940 Friedrich Wilhelm Hirz[14][15]
- 1940–1940, vakant (Hirz war vom 15.01.1940 bis 01.10.1940 aktiver Offizier)[16]
- 1940–1943, Friedrich Wilhelm Hirz
- 1943–1943, Hans von Rochow-Stülpe (vertretungsweise bis 10.11.1943)[17]
- 1943–1945 Friedrich Wilhelm Hirz (Hirz ab 10.11.1943 uk-gestellt)

## Kommunalverfassung bis 1945
Der Kreis Jüterbog-Luckenwalde gliederte sich in Städte, in Landgemeinden und – bis zu deren nahezu vollständiger Auflösung im Jahre 1929 – in Gutsbezirke. Mit Einführung des preußischen Gemeindeverfassungsgesetzes vom 15. Dezember 1933 gab es ab dem 1. Januar 1934 eine einheitliche Kommunalverfassung für alle preußischen Gemeinden. Daneben galt weiterhin die Kreisordnung für die Provinzen Ost- und Westpreußen, Brandenburg, Pommern, Schlesien und Sachsen vom 19. März 1881. Die Gemeinden des Kreises waren in Amtsbezirken zusammengefasst.

## Städte und Gemeinden

### Stand 1945
Dem Kreis Jüterbog-Luckenwalde gehörten 1945 die folgenden Städte und Gemeinden an:
| - Ahrensdorf - Bardenitz - Baruth/Mark, Stadt - Bärwalde - Berkenbrück - Blankensee - Bochow - Bollensdorf - Borgisdorf - Buckow - Charlottenfelde - Dahme/Mark, Stadt - Dalichow - Dennewitz - Dobbrikow - Dornswalde - Dümde - Frankenfelde - Frankenförde - Friedrichshof - Fröhden - Gebersdorf - Glashütte - Glau - Glienig - Görsdorf - Gottow - Gottsdorf - Gräfendorf | - Groß Ziescht - Grüna - Heinsdorf - Hennickendorf - Herbersdorf - Höfgen - Hohenahlsdorf - Hohengörsdorf - Hohenseefeld - Holbeck - Horstwalde - Ihlow - Illmersdorf - Jänickendorf - Jüterbog, Stadt - Kaltenborn - Karlsdorf b. Dahme - Kemlitz - Kemnitz - Klasdorf - Klausdorf - Klein Ziescht - Kloster Zinna, Flecken - Kolzenburg - Körbitz - Kossin - Langenlipsdorf - Lichterfelde - Liebätz | - Liebsdorf - Liepe - Ließen - Lindow - Löwendorf - Luckenwalde, Stadt - Lynow - Mahlsdorf - Malterhausen - Markendorf - Märtensmühle - Mehlsdorf - Meinsdorf - Merzdorf - Mietgendorf - Mückendorf - Nettgendorf - Neuhof b. Zinna - Neumarkt - Niebendorf - Niedergörsdorf - Niederseefeld - Niendorf - Nonnendorf - Paplitz - Pechüle - Petkus - Prensdorf - Radeland | - Reinsdorf - Riesdorf - Rietdorf - Rinow - Rohrbeck - Rosenthal - Ruhlsdorf - Scharfenbrück - Schlenzer - Schöbendorf - Schönefeld - Schönhagen - Schwebendorf - Sernow - Stangenhagen - Stülpe - Wahlsdorf - Waltersdorf - Weißen - Welsickendorf - Werbig - Werder - Wiepersdorf - Wildau - Wölmsdorf - Woltersdorf - Zagelsdorf - Zesch am See - Zülichendorf |

Daneben bestanden 1945 noch die Gutsbezirke Forst Baruth, Schießplatz Jüterbog und Forst Zinna.
Im Jahre 1946 wurde außerdem Altes Lager eine selbständige Gemeinde.

### Vor 1945 aufgelöste Gemeinden
Die Gemeinde Damm wurde am 1. Januar 1936 in die Stadt Jüterbog eingemeindet. Die Gemeinden Felgentreu, Mehlsdorf b. Felgentreu und Dorf Zinna wurden, nachdem sie leergezogen worden waren, am 1. April 1937 aufgelöst und dem Gutsbezirk Schießplatz Jüterbog zugeschlagen. Nach dem Zweiten Weltkrieg wurden Dorf Zinna (unter dem Namen Neuheim) sowie Felgentreu wieder besiedelt und als Gemeinden wiedergegründet.

### Namensänderungen
- Neuhof b. Baruth wurde am 12. April 1939 in Horstwalde umbenannt.